# Max Scharinger

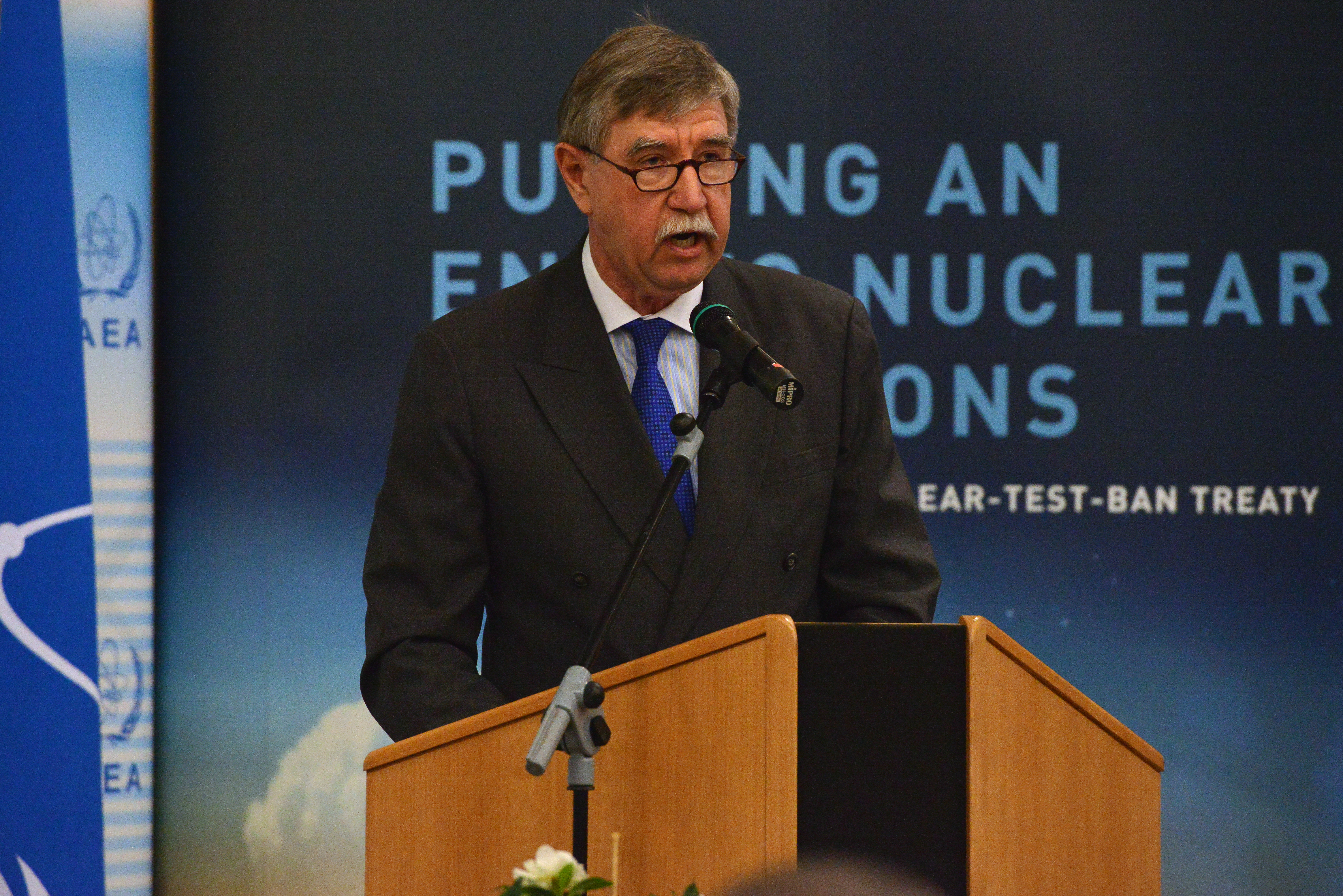
Max Scharinger, 2013

Konrad Max Scharinger (* 2. Februar 1950 in Passau) ist ein deutscher Diplomat. Er war von 2012 bis 2015 als Botschafter Ständiger Vertreter der Bundesrepublik Deutschland bei dem Büro der Vereinten Nationen und bei anderen Internationalen Organisationen in Wien.

## Leben
Scharinger absolvierte nach dem Abitur von 1972 bis 1979 ein Lehramtsstudium für das Gymnasium in den Fächern Deutsch, Geschichte und Erdkunde an der Universität Regensburg und war daneben zwischen 1974 und 1979 als Wissenschaftlicher Mitarbeiter für Linguistische Informationswissenschaft an der Universität Regensburg sowie bei der Siemens AG tätig.
1980 trat Scharinger in den Auswärtigen Dienst ein und fand nach zweijährigem Vorbereitungsdienst sowie Laufbahnprüfung für den höheren auswärtigen Dienst zwischen 1982 und 1983 zunächst Verwendung als Pressereferent an der Botschaft in Marokko sowie danach von 1983 bis 1986 als Referent im Umweltreferat des Auswärtigen Amtes in Bonn. Nachdem er von 1986 bis 1989 als Wirtschaftsreferent an der Botschaft in Ägypten tätig gewesen war, fungierte er zwischen 1989 und 1991 als Kulturreferent an der Botschaft in Belgien.
Im Anschluss blieb Scharinger in Belgien und war dort bis 1993 Politischer Referent an der Ständigen Vertretung bei der NATO in Brüssel, ehe er zwischen 1993 und 1997 als stellvertretender Referatsleiter im Referat Nukleare Nichtverbreitung im Auswärtigen Amt eingesetzt wurde. Danach fungierte er von 1997 bis 2002 als Leiter des Wirtschaftsreferats an der Botschaft in den USA sowie im Anschluss zwischen 2002 und 2004 als Leiter des Nordamerika-Referats im Auswärtigen Amt in Berlin.
Scharinger war anschließend von 2004 bis 2008 Gesandter und Ständiger Vertreter des Botschafters in Tschechien und wirkte während dieser Zeit zugleich von 2005 bis 2008 als Co-Geschäftsführer des Deutsch-Tschechischen Zukunftsfonds. Danach fungierte er zwischen 2008 und 2012 als Gesandter und Stellvertretender Ständiger Vertreter an der Ständigen Vertretung bei den Vereinten Nationen in Genf.
Scharinger war ab dem 23. Juli 2012 Botschafter und Ständiger Vertreter der Bundesrepublik Deutschland bei dem Büro der Vereinten Nationen und bei anderen internationalen Organisationen in Wien und damit Nachfolger von Rüdiger Lüdeking, der wiederum Botschafter und Ständiger Vertreter der OSZE in Wien wurde. Nach seinem Eintritt in den Ruhestand im Juli 2015 wurde er in dieser Funktion von Friedrich Däuble abgelöst.
Scharinger ist seit 2015 Vorstandsmitglied der Gesellschaft für Außenpolitik und seit 2016 Sonderbotschafter für die Kandidatur Deutschlands für einen nicht-permanenten Sitz im Sicherheitsrat der Vereinten Nationen.